# Берлински симфоничен оркестър
Берлинският симфоничен оркестър (на немски: Konzerthausorchester Berlin или Berliner Sinfonie-Orchester) е главен симфоничен оркестър в Берлин, Германия.
Основан е в Източен Берлин през 1952 г.
Берлинската филхармония, основана 90 години по-рано, е останала поместена в Западен Берлин след разделянето на града от Съюзниците след Втората световна война.